# ريتشارد باسكين
ريتشارد باسكين (بالإنجليزية: Richard Baskin)‏ هو كاتب أغاني ومخرج أمريكي، ولد في 1 ديسمبر 1948 في باسادينا في الولايات المتحدة.

## وصلات خارجية
- ريتشارد باسكين على موقع IMDb (الإنجليزية)
- ريتشارد باسكين على موقع ألو سيني (الفرنسية)
- ريتشارد باسكين على موقع أول موفي (الإنجليزية)
- ريتشارد باسكين على موقع قاعدة بيانات الأفلام السويدية (السويدية)
- ريتشارد باسكين على موقع قاعدة بيانات الفيلم (الإنجليزية)
- ريتشارد باسكين على موقع كينوبويسك (الروسية)